# 제라르드 데울로페우
제라르드 데울로페우 라사루(카탈루냐어: Gerard Deulofeu Lázaro, 1994년 3월 13일 ~ )는 스페인의 축구 선수로 바르셀로나의 유스 팀인 '라 마시아' 출신이며 현재 이탈리아 세리에 A의 우디네세 칼초에서 공격수로 뛰고 있다.

## 수상

### 클럽
FC 바르셀로나 B
- 코파 델 레이 후베닐 : 우승 (2011)

세비야 FC
- UEFA 유로파리그 : 우승 (2014-15)

FC 바르셀로나
- 라리가 : 우승 (2017-18)
- 스페인 슈퍼컵 : 준우승 (2017)

 왓퍼드 FC
- 잉글랜드 FA컵 : 준우승 (2018-19)

### 국가대표팀
스페인 U-17
- UEFA U-17 축구 선수권 대회 : 준우승 (2010)

 스페인 U-19
- UEFA U-19 축구 선수권 대회 : 우승 (2011, 2012)

 스페인 U-21
- UEFA U-21 축구 선수권 대회 : 준우승 (2017)

### 개인
- UEFA U-19 축구 선수권 대회 골든볼 : 2012
- UEFA U-19 축구 선수권 대회 토너먼트 팀 : 2012
- 로스타디오 9월의 선수 : 2022